# Trivirostra bocki
Trivirostra bocki is een slakkensoort uit de familie van de Triviidae. De wetenschappelijke naam van de soort is voor het eerst geldig gepubliceerd in 1944 door F. Schilder & M. Schilder.